# László Lahos
László Lahos (* 17. Januar 1933 in Balassagyarmat, Königreich Ungarn; † 20. September 2004) war ein ungarischer Fußballspieler und -trainer.
Lahos spielte als Stürmer von 1951 bis 1954 für den Verein Salgótarjáni Bányász TC und von 1955 bis 1963 für den Verein Tatabányai Bányász SC. Er nahm mit der ungarischen Nationalmannschaft an der Weltmeisterschaft 1958 teil. Lahos erzielte 11 Tore in 49 Ligaspielen für Salgótarjáni Bányász TC und 83 Tore in 170 Ligaspielen für Tatabányai Bányász SC und zählt somit zu den erfolgreichsten Fußballspielern von Tatabánya.
1965 begann er eine Ausbildung als Trainer bei SEKI (Sportvezető és Edzőképző Intézet), die er erfolgreich abschloss und arbeitete danach von 1969 bis 1987 als Fußballtrainer bei verschiedenen ungarischen Vereinen. Lahos starb im Alter von 71 Jahren und wurde am 23. September 2004 auf dem Friedhof im Stadtteil Újtelep in Tatabánya beerdigt.
Sein Sohn László Lahos jun. war ebenfalls Fußballspieler.